# Selevac
Pour les articles homonymes, voir Selevac (homonymie).
Selevac (en serbe cyrillique : Селевац) est une localité de Serbie située dans la municipalité de Smederevska Palanka, district de Podunavlje. Au recensement de 2011, elle comptait 3 381 habitants.
Selevac est officiellement classé parmi les villages de Serbie.

## Géographie
Selevac est situé à 17 km au nord-ouest de Smederevska Palanka. Il est traversé par de nombreux cours d'eau, dont le plus important est le Velevac. Sur son territoire se trouvent des hameaux comme Ćića, Gaj et Brdnjak.

## Préhistoire
Sur le territoire de l'actuel Selevac subsistent de nombreux vestiges datant du Néolithique (4500 à 4000 av. J.-C.). L'un des sites archéologiques les plus importants se situe au hameau de Staro Selo. Il couvre une superficie de plus de 5 hectares et a été fouillé par les experts du Musée national de Belgrade, par l'Institut archéologique de la République de Serbie et par l'université Harvard. Plusieurs habitations ont été mises au jour, ainsi que des outils en pierre et en os. La présence de morceaux de cuivre atteste du fait que la population de ce secteur utilisait déjà ce métal. D'après les découvertes réalisées sur le site, les habitants vivaient de l'agriculture, de la chasse et de la pêche.

## Histoire
À l'est de l'actuel cimetière, dans le hameau de Staro Selo, se trouve un cimetière datant des débuts de la présence slave.
L'actuel village est mentionné pendant la période ottomane, dans un cadastre datant de 1528 à 1530 ; un village du nom de Selevac y est répertorié comme appartenant à la nahija de Prilepac. En 1717, au moment de l'occupation du nord de la Serbie par les Autrichiens, aucune donnée de peuplement n'est fournie pour le village. En revanche, Epšelvic, capitaine du génie dans l'armée autrichienne, établit une carte de Serbie. On peut y constater que le district de Smederevo comptait alors 19 localités, dont un village nommé Seliwaz ou Sellinaz. Selon un document datant de la période autrichienne (1718-1739), Selevac comptait 249 foyers.
Au lendemain du second soulèvement serbe contre les Turcs, en 1818, Selevac comptait 145 foyers et, en 1846, 249. La population du village ne cessa d'augmenter. Au recensement de 1863, le nombre de foyers était passé à 449, avec une population de 2 875 habitants. En 1885, elle atteignait 4 483, en 1910 7 359 et, en 1927, 7 850. 
La première école du village a ouvert ses portes entre 1832 et 1840.

## Démographie

### Évolution historique de la population
| 1948  | 1953  | 1961  | 1971  | 1981  | 1991  | 2002  | 2011  |
| ----- | ----- | ----- | ----- | ----- | ----- | ----- | ----- |
| 6 275 | 6 081 | 5 773 | 5 328 | 4 992 | 4 618 | 3 864 | 3 381 |

|  |